# Hôtel de ville de Bois-Colombes
L`hôtel de ville de Bois-Colombes est un bâtiment administratif se trouvant dans la ville de Bois-Colombes dans les Hauts-de-Seine.

## Historique

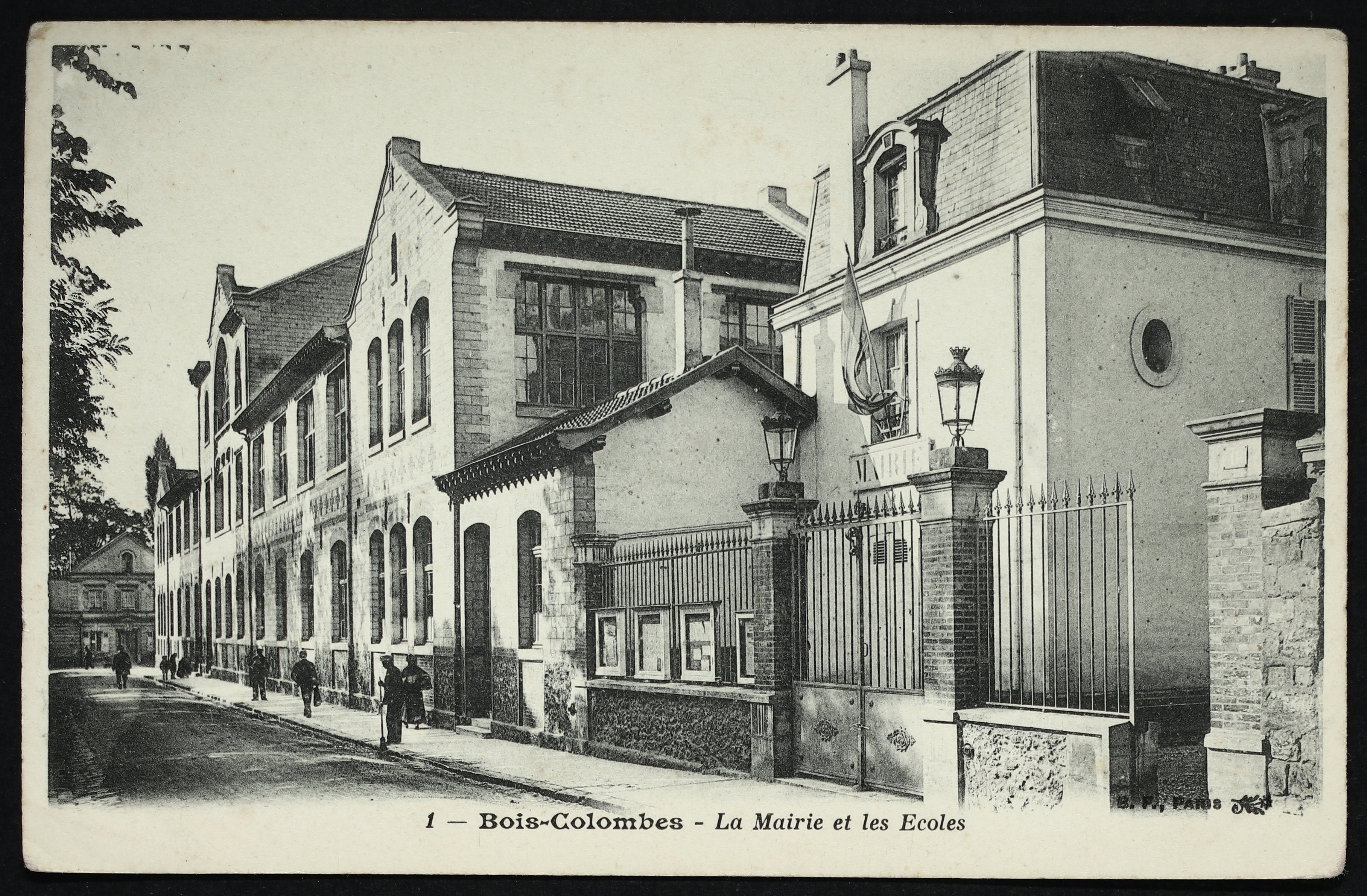
Les écoles et la deuxième mairie, rue Guizot, au début du XXe siècle.

Lorsque la ville de Bois-Colombes fut créée en 1896, une première mairie fut ouverte au no 49 rue des Aubépines, aujourd'hui le no 55 de la rue du Général-Leclerc. Rapidement, elle fut remplacée par un nouveau bâtiment rue Guizot (aujourd'hui rue Auguste-Moreau).
C'est dans les années 1930 que fit prise la décision de construire un nouvel édifice.

## Description

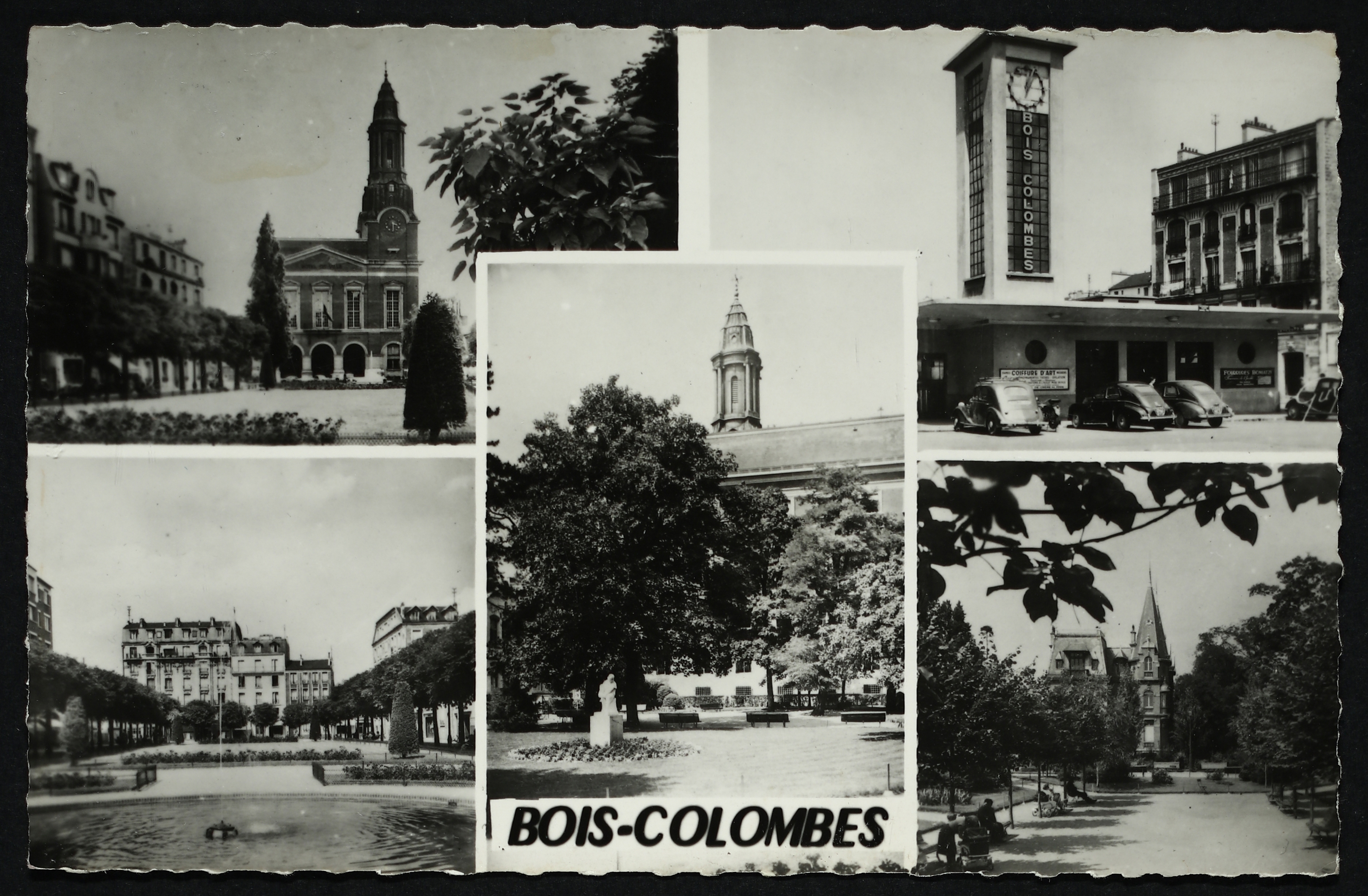
Carte postale - Bois-Colombes - Bois-Colombes - 9FI-BOC 2

C'est un bâtiment de brique rouge, percé de hautes fenêtres, et dont le campanile couvert de cuivre donne à sa silhouette une couleur verte caractéristique.
La façade donne sur la place de la République.